# Traité nicéano-vénitien de 1219
Pour les articles homonymes, voir Traité byzantino-vénitien.
Le traité nicéano-vénitien de 1219 était un pacte défensif de commerce et de non-agression signé entre l'empire de Nicée et la république de Venise, sous la forme d'un chrysobulle impérial émis par l'empereur Théodore Ier Lascaris (r. 1205-1222). Ce traité accorde aux Vénitiens la liberté de commercer et d'importer dans tout l'Empire sans droits de douane en échange de leur absence de soutien vis-à-vis de l'Empire latin.

## Contexte général

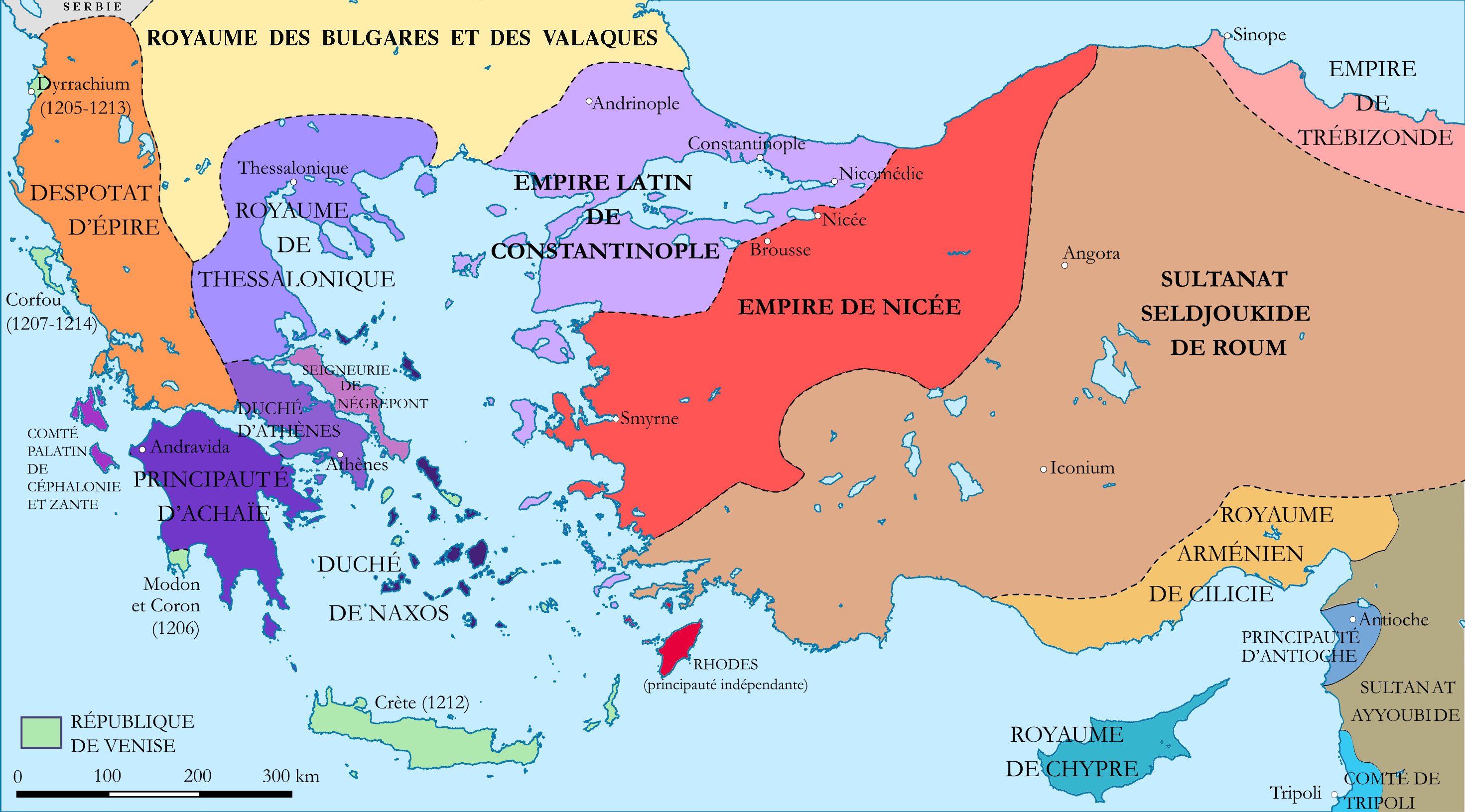
Les frontières politiques dans les Balkans et en Asie Mineure entre 1204 et 1214 (après la quatrième croisade et avant le traité de Nymphée).

À la suite de la prise de Constantinople au cours de la quatrième croisade en 1204, les Vénitiens, qui avaient joué un rôle crucial dans le détournement de la Croisade et la mise en sac de la capitale Byzantine qui en résulte, prirent une place prééminente parmi les vainqueurs. Dans l'arrangement entre les Croisés concernant la répartition des territoires conquis, la Partitio terrarum imperii Romaniae, les Vénitiens reçurent les trois huitièmes de l'Empire byzantin, dont trois huitièmes de Constantinople elle-même. Bien que Venise ait reçu les plus grands avantages de la Croisade, elle renonça à la souveraineté directe sur les territoires de l'Épire, l'Acarnanie, l'Étolie et du Péloponnèse, qui avaient à l'origine été attribués à la République. À la place, la république de Venise revendiqua les îles de la mer Égée, en particulier la Crète, et une chaîne de ports, ainsi que les forts côtiers le long des rives grecques, parvenant ainsi à dominer les centres commerciaux et les routes marchandes à travers l'ensemble de l'ancien Empire byzantin.
Avec le soutien des Vénitiens, les Latins poursuivirent leur campagne dans les Balkans pour asseoir leur contrôle sur l'ancien territoire byzantin, mais ils furent arrêtés en 1205 par les Bulgares à la bataille d'Andrinople. L'Empire latin nouvellement créé ainsi que Venise signèrent un traité secret avec Ghiyaseddin Kay-Khosrow Ier, le sultan turc de Rûm pour mener une guerre commune contre le principal successeur de l’État gréco-byzantin : l'Empire de Nicée. En réponse l'empereur de Nicée, Théodore Lascaris, prit contact avec le roi Léon II d'Arménie Mineure en Cilicie, qui était également menacé par le Sultanat. L'accord entre les deux royaumes fut conclu par le mariage de Philippa d'Arménie, la nièce de Léon, à Lascaris comme sa seconde épouse en 1214.

## Le traité
La relation commerciale entre Vénitiens et Byzantins existait depuis longtemps, fondée sur le traité byzantino-vénitien de 1082. Cependant, avec les événements chaotiques de 1204, la relation entre les deux puissances avaient considérablement changé. Afin de saper le soutien militaire que les Vénitiens apportaient à l'Empire latin, le principal héritier de Constantinople, Théodore Lascaris, signa un accord commercial avec Venise en août 1219 qui accordait aux Vénitiens la liberté de commercer dans l'ensemble de l'empire de Nicée, ainsi que l'autorisation d'importer sans payer de droits de douane. En plus des droits commerciaux, le doge de Venise, Pietro Ziani, reçut le titre de Despote et de « Dominator du quart et du demi-quart de l'imperium romain ».

## Suite
Le traité donna au jeune empire de Nicée une marge de manœuvre suffisante pour consolider puis agrandir son territoire aux dépens de l'Empire latin, tandis que Venise obtint l'accès à des marchés qui ne lui étaient pas ouverts auparavant, y compris la reconnaissance de leur présence à Constantinople. Toutefois, le traité lui-même fut ensuite miné par l'austérité budgétaire de Théodore Lascaris et par ses politiques d'autarcie : il interdit à ses sujets d'acheter des biens de luxe étrangers et les exhorta à se contenter des "produits du sol romain et de l'artisanat réalisé de mains romaines". Ce protectionnisme était visiblement dirigé contre Venise, mais la République ne pouvait rien faire puisqu'il était du droit de l'Empereur de refuser à ses sujets l'usage de produits de luxe. Ce traité resta en vigueur, avec quelques modifications mineures, jusqu'au traité de Nymphée signé entre l'empire de Nicée et la rivale de Venise, la république de Gênes, en 1261.
Au début des années 1270, le pape Grégoire X ordonna aux Vénitiens de ne pas renouveler le traité jusqu'à ce que l'union entre l'Église orthodoxe et l'Église catholique romaine soit réalisée, invalidant ainsi le traité de manière permanente.

### Citations
1. ↑  Ostrogorsky 1969, p. 423–424.
2. ↑  Ostrogorsky 1969, p. 429.
3. ↑  Ostrogorsky 1969, p. 429
4. ↑  Ostrogorsky 1969, p. 430.
5. ↑  Ostrogorsky 1969, p. 443.
6. ↑  Ostrogorsky 1969, p. 459–460.

### Sources
- George Ostrogorsky, History of the Byzantine State, New Brunswick (New Jersey), Rutgers University Press, 1969 (ISBN 0-8135-1198-4, lire en ligne)